# Steinigung des heiligen Stephanus (Museum Schnütgen)

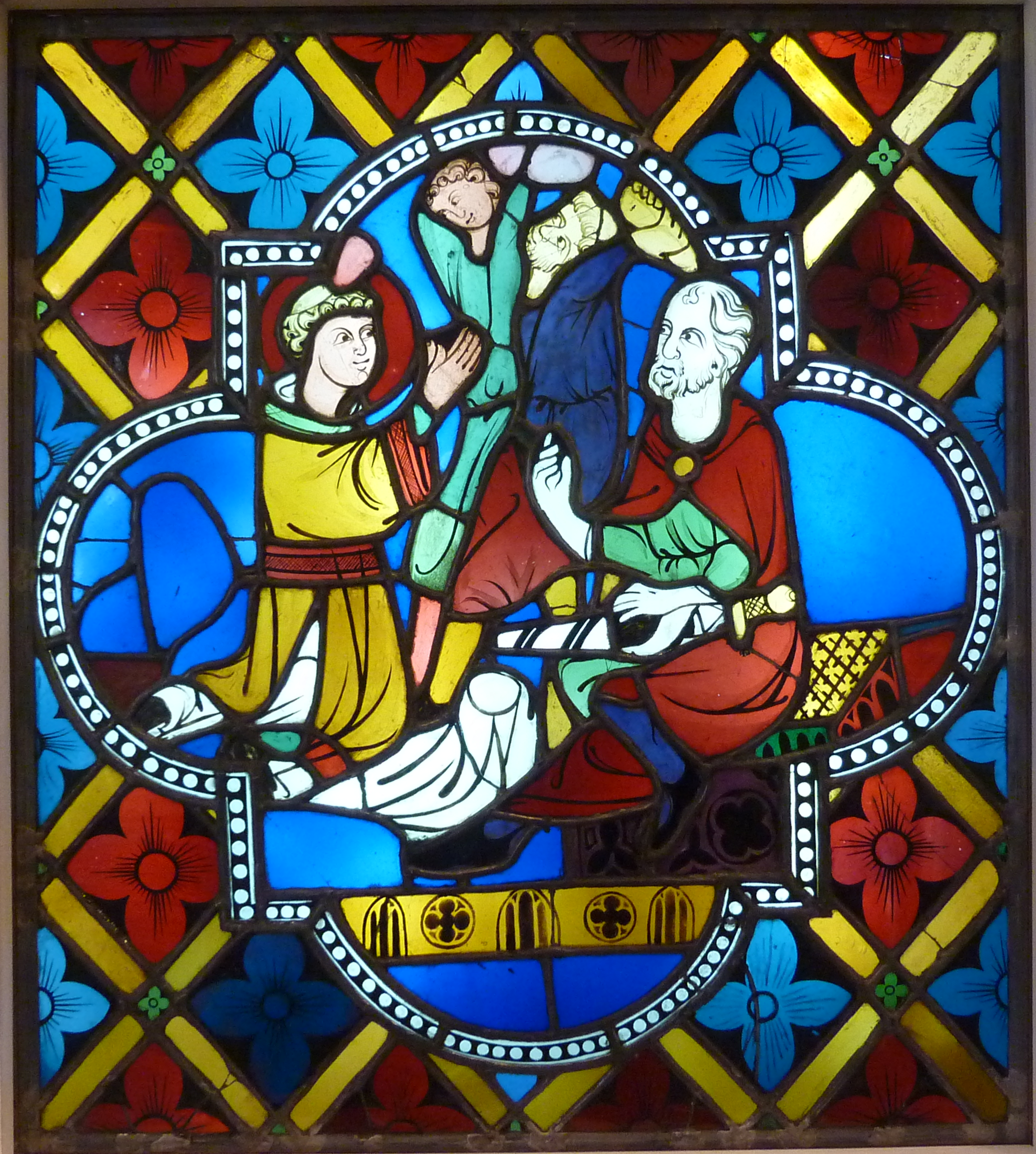
Bleiglasfenster Steinigung des heiligen Stephanus

Steinigung des heiligen Stephanus wird eine Szene aus einem Kirchenfenster genannt, die Teil eines Zyklus über das Leben des heiligen Stephanus war. Das Fenster eines unbekannten Künstlers stammt aus der Zeit um 1250/60 und befindet sich heute im Museum Schnütgen.

## Herkunft
Der 65 cm hohe und 57,10 cm breite Teil eines Bleiglasfensters ist unten und seitlich beschnitten, es stammt aus der Liebfrauenkirche in Trier und befand sich vermutlich im Querhaus. Anfang des 19. Jahrhunderts kam es mit anderen Fenstern aus Trier in den Kölner Kunsthandel.

## Beschreibung
Ebenso wie eine entsprechend gestaltete Glasscheibe mit der Darstellung der Predigt des heiligen Stephanus im Victoria and Albert Museum in London stammt die Steinigung des heiligen Stephanus aus einem Fenster mit Szenen aus dem Leben dieses frühen Märtyrers. Die Scheiben sind wohl von Frankreich beeinflusst, wo Darstellungen des Lebens des heiligen Stephanus in einem Zyklus häufig vorkommen.
In leuchtend bunten Farben wird das Martyrium des heiligen Stephanus gezeigt. Zwei Männer bewerfen den am linken Bildrand knienden Heiligen mit Steinen. Im Vordergrund rechts beobachtet Saulus, der nach seiner Bekehrung Paulus genannt wird, das Geschehen. Die Szene, in einem Vierpass dargestellt, wird von einem teppichartigen floralen Muster umrahmt.